# Montano
Montano (em latim: Montanus; fl. século II-III) foi um religioso e profeta da Ásia Menor. Foi fundador da doutrina religiosa chamada montanismo. Segundo a História Eclesiástica de Eusébio, Montano teria surgido na cidade de Ardabau, na antiga Frígia, onde, em transe, passou a praticar a religião sob o domínio de um espírito.